# Comté d'Isle of Wight
Pour les articles homonymes, voir Isle of Wight.
Le comté d'Isle of Wight est un comté de Virginie, aux États-Unis.